# Александровская лента

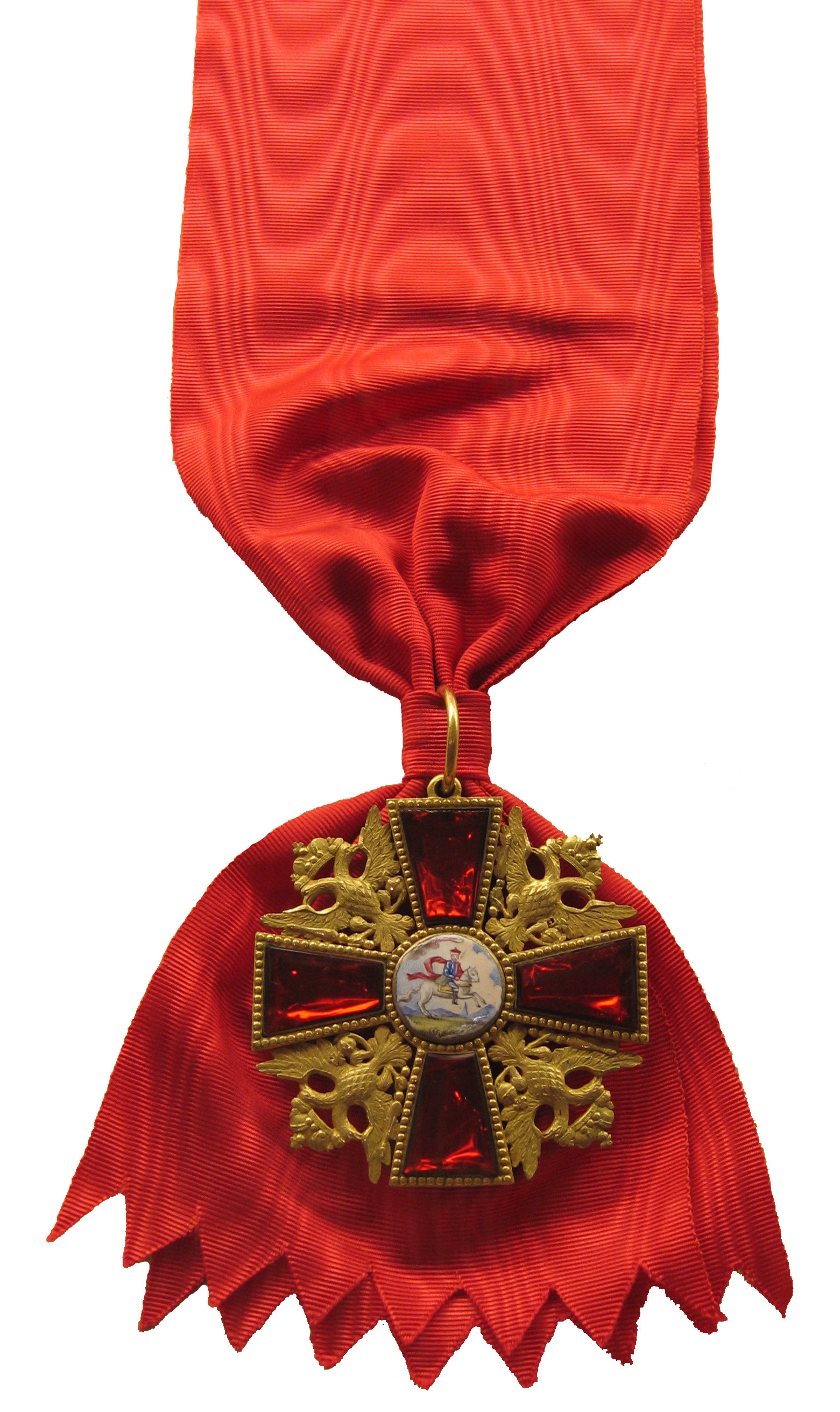
Александровская лента и ордена Святого Александра Невского.

Александровская лента — муаровая лента красного цвета.
Является орденской лентой ордена Святого Александра Невского Российской Империи, от которого и получила своё название. Лента Ордена Александра Невского СССР и Ордена Александра Невского Российской Федерации несколько отличается.
Также использовалась как лента медалей «В память коронации императора Александра III», «В память царствования императора Александра III», Красного Креста «В память русско-японской войны 1904—1905 гг.», «За особые воинские заслуги» (1910) и других.
Использовалась для награждения формирований Русской армии и флота, как Юбилейная Александровская лента, с нанесёнными на неё текстами дат и отличий формирований.
Применялась в гербах областей, градоначальств и в гербах уездных городов Российской империи.
Александровская лента с двумя золотыми молотками для промышленных городов.

Александровская лента с двумя золотыми колосьями для городов, отличающихся земледелием и хлебной торговлей.

Александровская лента с двумя золотыми якорями для приморских городов.

Александровская лента с двумя золотыми виноградными лозами для городов, занимающихся виноделием.

Александровская лента с двумя серебряными кирками для городов, занимающихся горными промыслами.

Александровская лента с двумя знаменами, украшенными Императорским орлом, для крепостей.